# Léon Aernaudts
Léon Arthur Henriette Aernaudts (ur. 10 sierpnia 1918 w Bergen op Zoom  – zm. 20 listopada 1992) – belgijski piłkarz grający na pozycji obrońcy. Był reprezentantem Belgii.

## Kariera klubowa
Przez całą swoją karierę piłkarską Aernaudts był związany z klubem Berchem Sport. Zadebiutował w nim w sezonie 1936/1937 w drugiej lidze belgijskiej. W sezonie 1942/1943 awansował z nim do pierwszej ligi. W sezonach 1948/1949, 1949/1950 i 1950/1951 wywalczył z nim trzy z rzędu wicemistrzostwa Belgii. W 1953 roku zakończył karierę piłkarską.

## Kariera reprezentacyjna
W reprezentacji Belgii Aernaudts zadebiutował 7 kwietnia 1947 w przegranym 1:2 towarzyskim meczu z Holandią, rozegranym w Amsterdamie. Od 1947 do 1950 roku rozegrał 20 meczów w kadrze narodowej.